# Michel Guimond
Michel Guimond, né le 26 décembre 1953 à Chicoutimi et mort le 19 janvier 2015 à Boischatel, est un avocat et homme politique canadien. De 1993 à 2011, il est député à la Chambre des communes du Canada, représentant successivement les circonscriptions électorales fédérales de Beauport—Montmorency—Orléans, Beauport—Montmorency—Côte-de-Beaupré—Île-d'Orléans, Charlevoix—Montmorency et Montmorency—Charlevoix—Haute-Côte-Nord sous la bannière du Bloc québécois.

## Biographie
De 1987 à 1993 il est conseiller municipal de Boischatel.
À l'élection fédérale canadienne de 1993, il est candidat pour le Bloc québécois et est élu dans la circonscription de Beauport—Montmorency—Orléans. Il est réélu sans interruption lors des élections générales de 1997 et de 2000 dans Beauport—Montmorency—Côte-de-Beaupré—Île-d'Orléans, de 2004 dans Charlevoix—Montmorency et de 2006 et de 2008 dans l'actuelle circonscription de Montmorency—Charlevoix—Haute-Côte-Nord (les changements sont dus aux révisions de la carte électorale). Au sein du caucus bloquiste, il a été critique pour les Affaires parlementaires, le Transport et le Vérificateur général. Il a été le whip en chef du Bloc québécois et le vice-président du Comité permanent de la procédure et des affaires de la Chambre. 
Lors de l'élection fédérale du 2 mai 2011, il est emporté par la « vague orange ». En effet, il n'obtient que 34,85 % (16 425 voix) contre 37,35 % (17 601 voix) à Jonathan Tremblay, du Nouveau Parti démocratique (NPD).
Il est candidat pour le Parti québécois dans la circonscription de Montmorency lors de l'élection provinciale de 2014. Obtenant 7 242 voix (17,11%), il termine troisième, largement devancé par la députée caquiste sortante Michelyne C. St-Laurent (14 323 voix soit 33,83%) et Raymond Bernier, ancien député libéral de la circonscription (17 113 voix soit 40,42%).
En juin 2014 il devient chef de cabinet de Démocratie Québec, groupe d'opposition à l'Hôtel de ville de Québec.
Michel Guimond meurt subitement, à son domicile de Boischatel, le 19 janvier 2015 , d'une crise cardiaque,. 

### Vie privée
Il était le compagnon de Johanne Deschamps, députée bloquiste de Laurentides-Labelle de 2004 à 2011.